# Тлехас, Мурад Гирей
Мурат-Черий Саофижевич Тлехас или Мурад Гирей Тлехасов (адыг. Мурадкӏэрый Шъаофыжъ ыкъо Лӏыхас, азерб. Murad Gəray bəy Tlexas; 15 августа 1873 — 29 мая 1920) — российский и азербайджанский военный деятель, военный генерал-губернатор Баку, генерал-майор.

## Биография

### Детство и юность
Мурад Гирей Тлехас родился 15 августа 1873 года в ауле Гатлукай Екатеринодарского отдела Кубанской области в семье прапорщика милиции. По происхождению — Черкес (бжедуг). Общее образование получил в Майкопе, воспитывался в Ставропольской гимназии. В службу вступил юнкером рядового звания в Михайловское артиллерийское училище в Санкт-Петербурге. 13 августа 1897 года произведён в подпоручики.

### Служба в российской армии
Служил в 7-й горной батарее Кавказской резервной артиллерийской бригады (г. Владикавказ). Произведён в поручики 28 августа 1900 года, в капитаны — 28 октября 1905 года. Участвовал в обороне Порт-Артура. За отличие в Русско-японской войне 1904—1905 годов был награждён орденами. В 1912—1913 годах служил в 51-й артиллерийской бригаде в чине капитана.
Принимал участие в Первой мировой войне. Был ранен, контужен в ноябре 1914 года. 17 апреля 1915 года подполковник Тлехас был награждён орденом Святого Георгия 4-й степени.
За то, что в бою под Козенице 1 октября 1914 г., видя, что наступление пехотного полка было остановлено огнём превосходной германской артиллерии, выехал с батареей на близлежащую открытую позицию и тем привлёк на себя огонь противника. Полк, не обстреливаемый артиллерийским огнём и поддержанный огнём своей батареи, возобновил наступление и довёл атаку до конца.

### Служба в Азербайджане
После захвата белогвардейцами Кубани и Адыгеи Мурад Гирей Тлехас прибыл в Азербайджан и поступил на службу во вновь формируемый согласно приказу № 155 от 11 декабря 1917 года главнокомандующего войсками Кавказского фронта генерала от инфантерии М. А. Пржевальского Мусульманский корпус (командир, бывший командующий 10-й армии Западного фронта генерал-лейтенант Али-Ага Шихлинский). Полковник Тлехас был назначен командиром формировавшейся 2-й артиллерийской бригады, а затем инспектором артиллерии корпуса. 26 июня 1918 года постановлением Совета Министров АДР Мусульманский корпус был переименован в Отдельный Азербайджанский корпус.
В начале июля Отдельный Азербайджанский корпус турецким командованием был расформирован и его части вместе с прибывшими 5-й Кавказской и 15-й Чанахгалинской турецкими дивизиями вошли в состав вновь сформированной Кавказской исламской армии Нури-паши. Приказом Нури-паши от 20 августа Мурад Гирей Тлехас был назначен помощником инспектора артиллерии Кавказской исламской армии.
1 ноября постановлением правительства было учреждено военное министерство. 15 ноября 1918 года генерал-майор Тлехас был назначен начальником Артиллерийского отдела Главного штаба. В январе 1919 года принимал участие в деятельности комиссии по выработке штатов войсковых частей, управлений и учреждений военного ведомства. Во главе комиссии Тлехас командировался военным министром в Грузию для приобретения там различных предметов вооружения и другого военного имущества.

#### Борьба с большевизмом
Из архивных документов явствует, что в октябре по его распоряжению аресту подверглось Делегатское собрание союза металлистов в количестве 30 человек, но пробыв неделю в 6-м полицейском участке, они ввиду отсутствия каких-либо улик были отпущены. 24 ноября М. Г. Тлехас издал обязательное постановление, запрещающее в пределах Бакинского укреплённого района без его особого на то разрешения различные уличные собрания, митинги, сходки и манифестации. Нарушившим это постановление грозил арест до трёх месяцев, либо штраф до 10 тыс. рублей и высылка за пределы Азербайджана. 4 декабря 1919 года был назначен бакинским Военным генерал-губернатором, с совмещением этой должности с должностью начальника вновь образованного Бакинского укрепленного района, с подчинением ему территории Бакинского градоначальства.
22 февраля 1920 года по распоряжению М. Г. Тлехаса была опечатана подпольная типография, в которой издавалась большевистская газета «Новый мир», а её наборщики арестованы. Спустя шесть дней он рапортовал:

Доношу, что в отношении лиц, являющихся вредными и опасными для общественного спокойствия и государственного порядка республики вне зависимости от их политических убеждений, а в частности, в отношении большевиков, мною принимались и в настоящее время принимаются самые энергичные и решительные меры к недопущению их в пределы подведомственного мне района, а также и к выселению из столицы всех враждебных республике лиц.

12 марта, по воспоминанию А. Караева, власти установили, что на его квартире находится секретарь штаба подпольной Балаханской военной организации Г. Джабиев. В связи с этим квартира была оцеплена войсками, а на место прибыли М. Тлехас вместе с градоначальником и полицмейстером. Поскольку А. Караев являлся членом парламента, то для входа в квартиру они нуждались либо в его разрешении, либо разрешении президиума парламента. В связи с тем, что оба разрешения отсутствовали, им пришлось оставаться на улице. Получив лишь по истечении суток соответствующее разрешение, они смогли войти в квартиру, но находившиеся там Г. Джабиев и А. Байрамов к тому времени смогли скрыться. А. Караев писал, что «таким образом, тов. Джабиев остался с головой, а генерал-губернатор Тлехас „с носом“.
Спустя несколько дней в ходе налёта на Центральный рабочий клуб в Баку, где состоялся митинг, посвящённый памяти погибшего в Дагестане С. Казибекова, были арестованы 24 активиста-коммуниста, в том числе Д. Буниатзаде, К. Исмаилов, Сумбат Фатализаде и др.. Дадаш Буниатзаде оставил воспоминания того, как он в качестве арестованного стоял на допросе перед М. Тлехасом, который

не добившись ничего, стал уговаривать меня: «Придут русские, и вам придётся подметать улицы». На это я ему ответил: «Возможно, что и придётся подметать улицы, но я в этом ничего страшного не вижу, так как один коммунист должен управлять, а другой, если нужно, подметать улицы». Такой ответ вызвал страшное озлобление Тлехаса, и он стал угрожать мне расстрелом и виселицей, если я не раскрою все нити заговора. Допрос был прекращён, и меня с товарищами отправили в тюрьму.

### Трибунал и казнь
В ночь с 27 на 28 апреля азербайджанское правительство было свергнуто, а в стране установилась Советская власть. Турецкий коммунист Мамед Тахиров и два его товарища арестовали М. Г. Тлехаса.
На следующий день нарком юстиции А. Караев предложил председателю Верховного революционного трибунала Теймуру Алиеву принять дела об убийстве Мир Фаттаха Мусеви, Ашума Алиева и Али Байрамова. М. Г. Тлехаса обвиняли в убийстве А. Байрамова. 6 мая началось следствие по делу об убийстве А. Байрамова, а уже 21 мая в помещении бывшего Маиловского театра состоялось первое заседание трибунала. Председательствовал Теймур Алиев, в состав трибунала вошли М. Б. Касумов, З. Дадашев, Ганц и Родионов. Государственным обвинителем по делу А. Байрамова выступил В. Нанейшвили, а общественным обвинителем А. Караев.
В своих показаниях градоначальник Юсуфов говорил:
Али Байрамов являлся лидером большевиков, а также вдохновителем и организатором большевистского вооружённого восстания с целью государственного переворота. Он и другие главари этого движения по приказу генерал-губернатора (то есть Тлехаса — прим.) должны были быть арестованными.
В протоколе допроса обер-жандарм Шахсуваров писал, что генерал-губернатор и градоначальник поручили ему разыскать Али Байрамова. Кроме того, по докладу генерал-губернатора в качестве соучастников А. Байрамова были арестованы его жена Джейран Байрамова и Касум Исмаилов.
Вечером 28 мая Верховный революционный трибунал приговорил М. Г. Тлехаса к расстрелу. Приговор был приведён в исполнение на следующий день.
Согласно исследователю Мираббасу Мамедову, у трибунала отсутствовали какие-либо доказательства причастности Тлехаса к смерти Али Байрамова. Все обвиняемые на процессе отрицали свою вину, при этом для расследования убийства следователю понадобилось всего 20 дней, а процесс длился всего неделю.

## Семья
Отец М. Г. Тлехаса Саофиж Тлехас (?-не ранее 1888 г.), прапорщик (01/06.10.1888), черкес (бжедуг). Участник Русско-турецкой войны 1877—1878 годов. Награждён орденом Св. Станислава 3-й степени, медалью «За русско-турецкую войну 1877—1878 гг.».
В Баку Мурад Гирей Тлехас жил в доме, где сейчас находится кинотеатр «Араз». Аминет (жена Тлехаса) переехала в Иран, Дженнет (старшая дочь Тлехаса) вышла замуж за иранского консула, а о судьбе младшей дочери Тлехаса ничего не известно.

## Отзывы о Тлехасе
Из приказа военного министра генерала от артиллерии С. Мехмандарова № 559 от 4 декабря 1919 года:

Начальник Главного артиллерийского управления ген.- м. Тлехас вступил в должность в начале образования Военного министерства, когда как армия, так и её центральные управления и учреждения создавались почти из ничего. Одним из ближайших моих сотрудников по организации родной армии был ген.-м. Тлехас. Человек — рыцарь и неутомимый служака, он положил много добросовестного труда на вооружение армии, на сбор разбросанного по всему Азербайджану артиллерийского имущества, на устройство артиллерийских складов и мастерской…

## Награды
- Орден Св. Станислава 2-й степени с мечами[1]
- Орден Св. Станислава 3-й степени с мечами и бантом[1]
- Орден Св. Анны 2-й степени с мечами[1]
- Орден Св. Анны 3-й степени с мечами и бантом[1]
- Орден Св. Владимира 4-й степени с мечами и бантом — «за отличие в делах против неприятеля»[1]
- Орден Св. Георгия 4-й степени
- Георгиевское оружие[1]